# Abdenour Amour
 (avril 2015).
Pour les articles homonymes, voir Abdennour.
Abdenour Amour (en tamazight: Ɛebdennur Ɛemmur), né le 17 février 1952 à Leflaye, willaya de Béjaia en Algérie, est un auteur-compositeur-interprète algérien d'expression kabyle.

## Biographie
C'est vers la fin des années 50 qu'Amour Abdenour s’intéresse à la musique, encore enfant, il commence à écouter les chansons passant à la radio et s'initie à la flûte, la darbouka et enfin la guitare dès l'âge de 11 ans. En 1964, il intègre la JFLN (d'El Flaye), une association culturelle locale dirigée par Mahmoud Lassouani, ce qui  sera pour lui une occasion  d’élargir son horizon dans le domaine de la chanson, notamment en participant à des fêtes organisées par les membres de ladite association alors qu'il vivait chez ses grands-parents dans son village natal. En 1968, il rejoint ses parents déjà installés à Alger; un an après il compose sa première chanson intitulée  " Yeǧǧa-tt"  (Laissée seule), et passe pour la première fois à la radio en 1970. Pris par ses études à Mostaganem et son service militaire, Amour Abdenour  attendra la fin des années 70 pour effectuer ses premiers enregistrements, à savoir pour les titres "D lεid"  et " I gettεeddayen" chez Mahboub Bati, avant de se lancer dans une carrière artistique assez riche notamment en termes de  production d'albums studio. Parallèlement à la chanson,  il a exercé le métier de géomètre jusqu’en 1995, et depuis, il  s’est consacré totalement à la chanson. Parmi ses titres les plus connus, on peut citer : Lɣiḍa n teylut (1987), Snat ay sεiɣ (1989), Lbaz (1992), Ah ya dini (2003).